# Forças produtivas
Forças produtivas (em alemão, Produktivkräfte) é uma ideia central do marxismo e do materialismo histórico. Na crítica da economia política de Karl Marx e Friederich Engels, o conceito corresponde à combinação da força de trabalho humana com os meios de produção - isto é, instrumentos e objetos de trabalho, tais como tecnologia, incluindo infraestrutura, ferramentas, máquinas, técnicas, materiais, conhecimento técnico; a terra e demais recursos naturais.
São, portanto, todas as forças usadas para controlar ou transformar a Natureza, com vistas à produção de bens materiais. Mas a principal força produtiva é o próprio homem - seu corpo, sua energia, sua inteligência, seu conhecimento.
Dispondo de todos esses elementos (força de trabalho e meios de produção) é necessário que o homem se organize socialmente para produzir. Assim se estabelecem relações sociais e técnicas de produção, isto é, o modo pelo qual os homens (agentes da produção) se organizam socialmente, dividindo funções e tarefas e utilizando as forças produtivas, para dominar a Natureza, dela retirando o seu sustento.
As relações de produção (sociais e técnicas) e as forças produtivas constituem o modo de produção, o qual se modifica historicamente (escravagista, feudal, capitalista). Isto porque a expansão constante das forças produtivas vai modificando as relações de produção, até que, num determinado nível do seu desenvolvimento, as forças produtivas entram em contradição com as relações de produção (sociais e técnicas) existentes. Tal contradição, segundo a teoria marxista, só poderia ser resolvida através de uma quebra radical de paradigma,  através da revolução social, quando o modo de produção vigente seria substituído por outro.